# Yashica FX-3
La Yashica F-X3 és una càmera SLR mecànica de 35mm fabricada per Yashica des de 1979 fins al 1984. Aquest model, va arribar per substituir a la FX-2.

## Història
El 1979, es va llançar al mercat la Yashica FX-3, una càmera de baix preu, destinada als usuaris aficionats. Encara que va ser desenvolupada per Yashica, aquesta està fabricada per Cosina. La FX-3, amb més d'un milió d'unitats vengudes, va ser un èxit de vendes per l'empresa.
El 1984, l'FX-3 va ser substituïda per la FX-3 Super. Les dues càmeres són molt similars, però les diferències entre elles són que la super incorpora una petita empunyadura per la mà dreta, inclou el logotip de Kyocera (que va adquirir Yashica el 1983), el botó de verificació de l'exposició que s'activa ara pressionant fins a la meitat el disparador i es va afegir un LED al visor per indicar la càrrega del flaix.
Tant la FX-3, com la FX-3 Super es van comercialitzar només en color negre. La FX-7 era la mateixa que la FX-3 però en color crom-negre. El 1985, va sortir al mercat la FX-7 Super, idèntica a la FX-3 Super amb la diferència que aquesta es venia en color crom-negre.

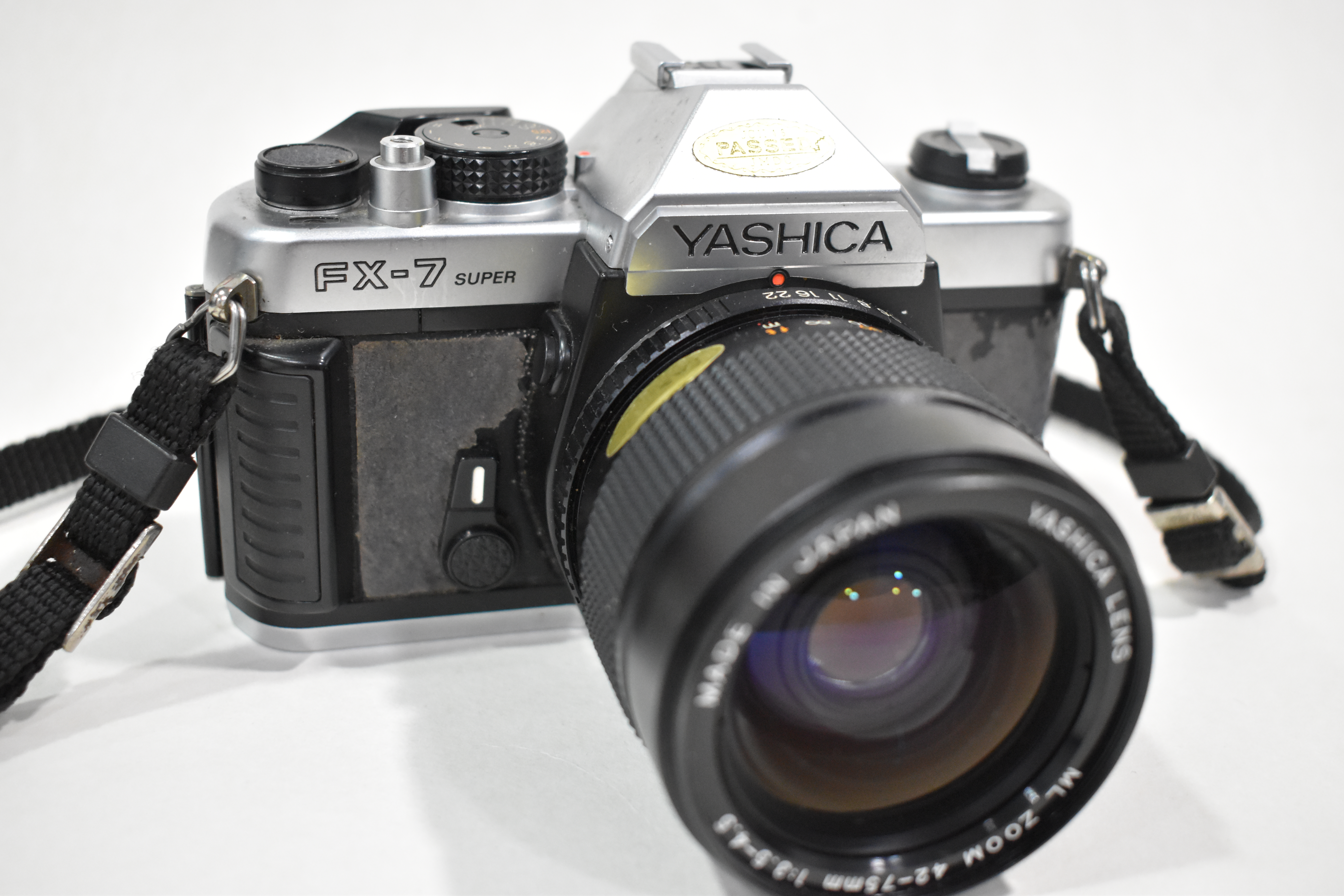
Yashica FX-7 Super

El 1986, va aparèixer al mercat la FX-3 Super 2000, una actualització de la super, disponible en color crom-negre i tota negre. A diferència de la super, aquesta té una velocitat d'obturació màxima de'1/2000 segons, en lloc d'1/1000, i una sensibilitat més amplia, de 25 a 3.200 ISO, en lloc de 12 a 1.600. Aquest últim model de la gamma FX, es va fabricar fins al 2002.

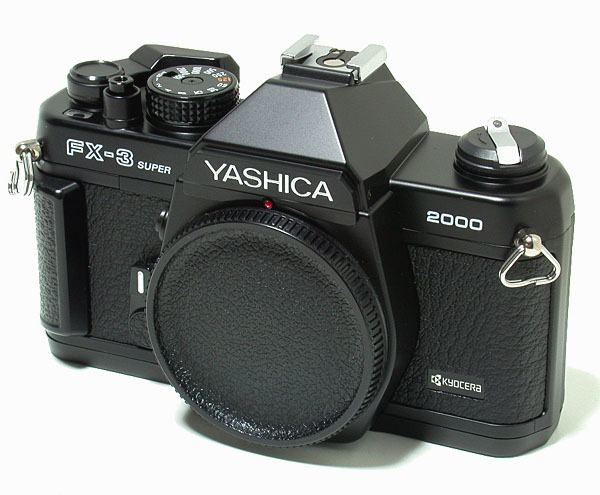
Yashica FX-3 Super 2000

Les unitats més noves de la Super 2000 es van fabricar a la Xina en lloc del Japó, així també es van canviar alguns components per reduir costos.

## Característiques
Aquesta càmera és totalment mecànica i manual, per tant, pot disparar a qualsevol velocitat sense la necessitat de piles, ja que aquestes només es necessiten per fer funcionar el fotòmetre.
La FX-3 pot configurar per disparar amb una velocitat d'1 fins a 1/1000 segons (1/2000 en la FX-3 Super 2000) i es pot seleccionar la sensibilitat del rodet des de 12 fins a 1.600 ASA (25 a 3.200 ASA en la Super 2000).
En el visor de la càmera es poden veure tres indicadors, un punt verd que indica que l'exposició és correcta, un símbol negatiu de color vermell que indica que la imatge està subexposada i un símbol positiu que indica que està sobreexposada.
Aquesta, és compatible amb totes les òptiques amb muntura Contax/Yashica (C/Y) i amb tots els flaixos de pin central.